# Katangara Mrere
Katangara Mrere (auch Katangara/Mrere) ist ein Verwaltungsbezirk (Ward) des Distrikts Rombo in der tansanischen Region Kilimandscharo.

## Geografie
Katangara Mrere liegt im Nordosten von Tansania etwa 30 Kilometer Luftlinie nordöstlich der Regionshauptstadt Moshi am südlichen und südöstlichen Abhang des Mawenzi. Die tiefste Stelle des Bezirks liegt mit 1200 Meter über dem Meer im Osten, nur wenige Kilometer von der Grenze zu Kenia entfernt. Der höchste Punkt liegt bei etwa 4500 Meter südlich des Gipfels des Mawenzi.
Der Bezirk grenzt im Nordwesten an Nanjara, im Norden an Olele, im Nordosten an Marangu Kitowo, im Osten an Kisale Msaranga und im Süden an Kirwa Keni. Bei der Volkszählung 2022 lebten 10.912 Menschen in 2749 Haushalten auf einer Fläche von 70 Quadratkilometern.

## Gliederung
Katangara Mrere besteht aus zwei Gemeinden (Mtaa) mit 13 Orten (Kitongoji):
| Katangara - Malereni - Kitero - Kwalamkune - Moombo - Uyana - Vandeni | Mrere - Kashora A - Kashora B - Hiti - Kisale - Marangu - Kenda - Simbalo |

## Wirtschaft und Infrastruktur
- Bildung: Die Mashati Secondary School[7] und die Shauritanga Secondary School[8] sind zwei staatliche weiterführende Schulen, die Mädchen und Burschen bis zur 4. Stufe ausbilden.[9]
- Gesundheit: In der Gemeinde Katangara liegen zwei Apotheken, eine öffentliche[10] und eine private.[11]
- Verkehr: Den Osten des Bezirks durchquert die asphaltierte Nationalstraße T21, die östlich des Kilimandscharo nach Kenia führt.[12]